# Archanara cervina
Archanara cervina là một loài bướm đêm trong họ Noctuidae.